# 山本力
山本 力（やまもと ちから、大正2年（1913年）1月24日 - 没年不詳）は、昭和期の指揮者、元島根大学教授。伊藤隆太、瀬戸口藤吉、遠藤宏、長井維理に続いて東京大学オーケストラの正指揮者を務めた。1976年3月21日には自身の島根大学退官記念演奏会が島根県民会館大ホールで開催された。それと前後して同ホールで行われた山陰フィルハーモニーの定期演奏会では度々タクトを振っている。

## 経歴
旧制東京音楽学校では副科でオーボエを学び、ハンス・シュヴィーガー指揮の管弦楽団で演奏している。（近藤滋郎編・「音の終わりを大切に～北爪利世・のクラリネット、わが人生」音楽之友社　P.29）
1938年（昭和13年）2月13日にはオーボエ奏者としてＪＯＡＫからバッハのトリオソナタ(BWV 1038と思われる)をフルート鈴木正三、ピアノ貫名美名彦と共に放送している。
戦時中に開催された多くのコンサートで指揮を務めており、日本のオーケストラ史を知る上で貴重な指揮者の一人である。その演奏記録は『音楽公論』『音楽之友』及び1943年に両誌が統合された『音楽文化』に記されている。尚、それらの資料は現在、東京音楽大学付属図書館などに大切に保管されている。
吹奏楽団の演奏にも意欲的に参加し、1966年11月20日に行われた全国吹奏楽団のコンサートでは、島根県代表の島根県立川本高等学校吹奏楽部のタクトを振っている。ちなみに、その時の曲目はバレエ組曲「火の鳥」より「魔王カスチェイら一党の凶悪な踊り」である。
指揮を担当した『海行かば』の演奏は、2005年に『海行かば集』としてCD化されている。

## 教え子
- MALTA　（サックス奏者）
- 金田康孝　（指揮者）

## 関連人物
- 瀬戸口藤吉
- 早川正昭
- 小林研一郎